# Oxalis schaeferi
Oxalis schaeferi là một loài thực vật thuộc họ Oxalidaceae. Đây là loài đặc hữu của Namibia. Môi trường sống tự nhiên của chúng là sa mạc lạnh.